# بتازول
بتازول (به انگلیسی: Betazole) یک ترکیب شیمیایی با شناسه پاب‌کم ۷۷۴۱ است. که جرم مولی آن ۱۱۱٫۱۴۵ g/mol می‌باشد. 